# Anaea kingi
Anaea kingi är en fjärilsart som beskrevs av Miller och Nicolay 1971. Anaea kingi ingår i släktet Anaea och familjen praktfjärilar. Inga underarter finns listade i Catalogue of Life.